# Дългомуцунест бандикут
Дългомуцунестият бандикут (Perameles nasuta) е вид бозайник от семейство Бандикути (Peramelidae).

## Разпространение и местообитание
Разпространен е в Австралия.